# 皮蘭市鎮
皮蘭市鎮（斯洛維尼亞語發音：[piˈɾáːn] ⓘ）是斯洛維尼亞西南部沿海傳統地區的一個市鎮。 行政中心为皮蘭。當地於1994年成為市镇。

## 地理
皮蘭市鎮南部與克羅埃西亞接壤，東部與伊佐拉市鎮和科佩爾城市市鎮接壤，隔的里雅斯特灣和亞得里亞海與義大利相望。最高點 Baretovec pri Padni 高289公尺（948英尺）。

### 聚居地
除了皮蘭市鎮政府所在地外，該市鎮還包括以下聚居地：
- Dragonja
- Lucija
- Nova Vas nad Dragonjo
- Padna
- Parecag
- Portorož
- Seča
- Sečovlje
- Strunjan
- Sveti Peter

## 語言
該市鎮實施雙語政策；斯洛維尼亞語和義大利語都是官方語言。根據1910年的奧地利語言人口普查，在市镇範圍內的周邊鄉村，人口混雜，有義大利人和斯洛維尼亞人，有些村莊（如 Sveti Peter 和 Padna）幾乎完全是斯洛維尼亞人，而其他村莊（如 Sečovlje 和 Seča）幾乎完全講義大利語。總體而言，皮蘭市鎮人口的85.1%是義大利人，15.2%是斯洛維尼亞人。

## 外部連結
维基共享资源上的相關多媒體資源：皮蘭市鎮
- 官方网站 （斯洛文尼亚文）
- Municipality of Piran on Geopedia （页面存档备份，存于）